# Vejdelevka
Vejdelevka è una cittadina della Russia europea sudoccidentale, situata nella oblast' di Belgorod; appartiene amministrativamente al rajon Vejdelevskij, del quale è il capoluogo.